# Samsung Galaxy S
De Samsung i9000 Galaxy S (meestal kortweg Samsung Galaxy S genoemd) is de opvolger van de Samsung Galaxy en de voorganger van de Samsung Galaxy S2, van het Koreaanse merk Samsung. De telefoon werd op 23 maart 2010 op een elektronicabeurs in Los Angeles aangekondigd. De telefoon was in Nederland en België verkrijgbaar vanaf 23 juni 2010.
Het draait net als zijn voorganger op het opensourcebesturingssysteem Android. Het toestel had bijna dezelfde camera (5 megapixel). Bij deze versie had de consument, in tegenstelling tot zijn voorganger, een keuze bij het interne geheugen. In plaats van alleen 8 GB, kon er ook gekozen worden voor 16 GB. De Samsung Galaxy had al een amoled-scherm, dit toestel heeft een super-amoled-scherm. Het scherm is wel groter: 4 inches. Ook de processor heeft de nodige verbeteringen gehad: de kloksnelheid is nu 1 GHz.
Na het succes van de Samsung Galaxy S is de Samsung Galaxy S Plus gemaakt. Het modelnummer van dit type is Samsung Galaxy i9001. Het toestel heeft een aantal dingen anders dan de Samsung Galaxy S. Het heeft een betere batterij (1650mAh), een betere processor (1,4 GHz Qualcomm MSM8255T), snellere netwerkverbinding (14,4 Mbps) via HSDPA+ en andere grafische kaart (Adreno 205).

## Record
De Samsung Galaxy S had tot een maand na de introductie van de Samsung Galaxy S2 een record in handen. In 60 dagen werden een miljoen exemplaren verkocht. Het record werd dus verbroken door de opvolger van dit toestel. Niet alleen de 'miljoen keer verkocht' werd overschreden, op 3 januari 2011 werd bekend dat de telefoon 10 miljoen keer over de toonbank is gegaan.